# Jag dem...
Jag dem... er en dokumentarfilm fra 1954 instrueret af Claus Hermansen efter manuskript af Sven Methling.

## Handling
Der er 2 millioner rotter i Danmark. De ødelægger værdier for mange millioner kroner årlig. Filmen opfordrer til at bekæmpe disse skadedyr, der også er farlige smittebærere, og den viser, hvordan man i samarbejde med myndighederne kan gå frem i bekæmpelsen af rotterne.